# Kastell Sărățeni

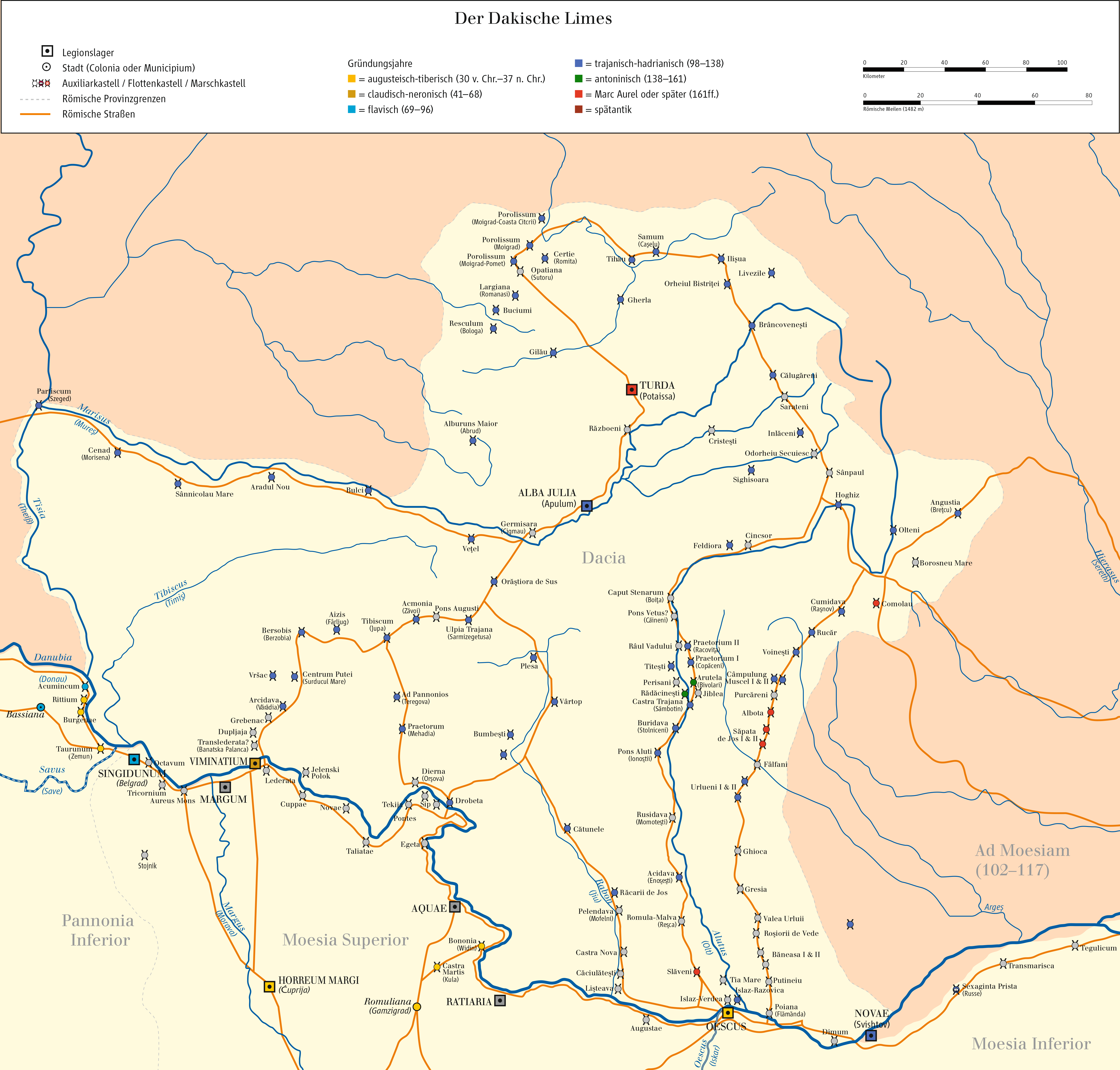
Die Dakischen Limites

Kastell Sărățeni war ein römisches Hilfstruppenlager auf dem Gemeindegebiet von Sărățeni, Kreis Mureș in der rumänischen Region Siebenbürgen. Gemeinsam mit insgesamt 277 Stätten des Dakischen Limes wurde das Kastell Sărățeni 2024 zum UNESCO-Weltkulturerbe erhoben.

## Lage
Im heutigen Siedlungsbild liegt das Bodendenkmal im Zentrum des Dorfes, in der Flur „Var“ (oder „Värfö“) östlich der Kirche. Topographisch befindet es sich auf einer flachen Hochterrasse am rechten Ufer des Tirnava Micä. Durch die Bodenverformung in Gestalt eines sich leicht über das umgebende Laufniveau erhebenden Rechtecks ist es noch gut im Gelände wahrnehmbar. In antiker Zeit war es Bestandteil des Limes Porolissensis in der Provinz Dacia superior (später Dacia Porolissensis) und sicherte den Bucin-Pass, eine der wichtigsten Verbindungen zwischen der römischen Provinz und dem Barbaricum.

## Archäologische Befunde
Das Kastell ist insgesamt nur wenig erforscht. Bei den Ausgrabungen 1958 unter der Leitung von Zoltán Székely konnten zwei Bauphasen differenziert werden, wobei von dem ersten Holz-Erde-Lager nicht viel mehr als seine bloße Existenz bekannt ist. Zu einem nicht näher datierbaren Zeitpunkt wurde das Holz-Erde-Bauwerk durch ein Steinkastell ersetzt. Das steinerne Bauwerk hatte einen rechteckigen Grundriss mit abgerundeten Ecken und Seitenlängen von 140 Meter und 146 Meter, was einer Fläche von rund zwei Hektar entspricht. Es war mit seinen Seiten in die vier Himmelsrichtungen ausgerichtet, wobei die Praetorialfront (Vorderseite) vermutlich nach Norden wies. Umwehrt war es von einer 1,50 m mächtigen Mauer in der Technik des Opus incertum, vor der ein einfacher, 8,00 m breiter und 1,50 m bis 2,00 m tiefer Spitzgraben als Annäherungshindernis verlief. Die Kastellecken waren mit trapezförmigen Ecktürmen besetzt. Die vermutete Porta Paetoria (Ausfalltor) wurde an der Nordseite festgestellt. Sie war von zwei rechteckigen Tortürmen à 6,25 m mal 8,00 m flankiert und bot nur eine Durchgangsbreite von 1,80 m. Die Kastellbesatzung wurde ausweislich epigraphischer Funde (nicht vor dem Jahr 114) von der Cohors I Alpinorum gebildet.

## Fundverbleib und Denkmalschutz
Die Ausgrabungsfunde wurden dem Muzeul Judecean Covasna in Sfântu Gheorghe überlassen.
Die gesamte archäologische Stätte und im Speziellen das Kastell stehen nach dem 2001 verabschiedeten Gesetz Nr. 422/2001 als historische Denkmäler unter Schutz und sind mit dem LMI-Code MS-I-s-B-15416 in der nationalen Liste der historischen Monumente (Lista Monumentelor Istorice) eingetragen. Zuständig ist das Ministerium für Kultur und nationales Erbe (Ministerul Culturii şi Patrimoniului Naţional), insbesondere das Generaldirektorat für nationales Kulturerbe, die Abteilung für bildende Kunst sowie die Nationale Kommission für historische Denkmäler sowie weitere, dem Ministerium untergeordnete Institutionen. Ungenehmigte Ausgrabungen sowie die Ausfuhr von antiken Gegenständen sind in Rumänien verboten.